# Catedral de San Nicolás (Nóvgorod)
La catedral de San Nicolás (en ruso: Николо-Дворищенский собор) fue fundada por Mstislav I de Kiev en 1113 y consagrada en 1136, por lo que se trata del edificio más antiguo que sobrevive en la parte central de Veliki Nóvgorod, en Rusia después de la Catedral de Santa Sofía.
Como parte del centro histórico de la ciudad de Nóvgorod, la catedral fue declarada Patrimonio de la Humanidad por la Unesco en 1992 dentro del conjunto patrimonial Monumentos históricos de Nóvgorod y sus alrededores. La catedral fue designada por el gobierno ruso como un monumento arquitectónico de importancia federal (# 5310046007).